# Chabreloche
Chabreloche é uma comuna francesa na região administrativa de Auvérnia-Ródano-Alpes, no departamento Puy-de-Dôme. Estende-se por uma área de 9,59 km². Em 2010 a comuna tinha 1 227 habitantes (densidade: 127,9 hab./km²).